# Choi Jung-won (actor)
Choi Jung-won (Hangul: 최정원, Hanja: 崔正元, RR: Choe Jeong-won; 1 de mayo de 1981) es un actor y ex cantante surcoreano.

## Biografía
Estudió en la Universidad Kyonggi.

## Carrera
Es miembro de la agencia Will Entertainment (윌 엔터테인먼트). Previamente formó parte de las agencias Flyup Entertainment y Dmost Entertainment. 
En 2000 se unió al dúo musical «UN» (también conocidos como «United N-generation») junto a Kim Jeong-hoon (김정훈), donde formó parte hasta el 2005 luego de que el dúo se disolviera. El dúo lanzó 5 álbumes. Su primer sencillo «For a Lifetime» (de su primer álbum), fue el primer éxito significativo que obtuvieron.
En octubre de 2014 se unió al elenco recurrente de la serie My Secret Hotel donde dio vida a Yoo Shi-chan, el mejor amigo de Gu Hae-young (Kim Ji-han).
En junio de 2015 se unió al elenco recurrente de la serie The Time We Were Not in Love (también conocida como The Time I Loved You, 7000 Days) donde interpretó a Joo Ho-joon, el exnovio de Oh Ha-na (Ha Ji-won), a quien engaña con otra.
En enero de 2021 se unió al elenco recurrente de la serie She Would Never Know donde dio vida a Ryu Han-seo, un atractivo chef coreano que posee un lugar de moda famoso por su comida y ambiente.

## Filmografía

### Series de televisión
| Año         | Título                                            | Personaje         | Notas                |
| ----------- | ------------------------------------------------- | ----------------- | -------------------- |
| 2021        | She Would Never Know                              | Ryu Han-seo       |                      |
| 2018        | Love Alert (Fluttering Warning)                   | Hwang Jae-min     | (aparición especial) |
| 2018        | Dae Jang Geum Is Watching                         | Esposo de VIP     | ep. #3               |
| 2017        | Borg Mom (보그맘)                                 | Han Young-cheol   | 22 episodios         |
| 2017        | You Are Too Much (당신은 너무합니다)              | Im Chul-woo       |                      |
| 2016 - 2017 | Still Loving You (The Shining Eun Soo)            | Yoon Soo-hyun     | 125 episodios        |
| 2015        | The Time We Were Not in Love                      | Joo Ho-joon       |                      |
| 2015        | A Daughter Just Like You                          | Ahn Jin-bong      |                      |
| 2015        | The Family is Coming                              | Kim Sang-woo      |                      |
| 2014        | Healer                                            | Lee Jun-bin       |                      |
| 2014        | My Secret Hotel                                   | Yoo Shi-chan      |                      |
| 2013        | Empress Ki                                        | Gongmin de Goryeo |                      |
| 2012        | I Need a Fairy (Sent From Heaven)                 | Geum Mo-rae       |                      |
| 2006        | Invincible Parachute Agent (무적의 낙하산 요원)   | Choi-sun          |                      |
| 2005        | Banjun Drama - "Magician's Doll" (마술사의 인형)  | -                 |                      |
| 2005        | Banjun Drama - "Taming The Flirt"                 | -                 |                      |
| 2005        | Drama - "나의 사랑 클레멘타인"                    | -                 |                      |
| 2005        | Beating Heart                                     | Jung-hyun         | 2 episodios          |
| 2004        | Between Agasshi and Ajumma (아가씨와 아줌마 사이) | -                 |                      |

### Películas
| Año  | Título   | Personaje    | Notas                                                          |
| ---- | -------- | ------------ | -------------------------------------------------------------- |
| 2020 | The Name | Mo Cheol-woo | junto a Jeon So-min, Kim Jung-kyoon, Kim Dong-joo y Kim Min-ki |

### Programas de variedades
| Año              | Título                                   | Notas                                                    |
| ---------------- | ---------------------------------------- | -------------------------------------------------------- |
| 2015, 2020       | Radio Star                               | (ep. #420, 687) - invitado                               |
| 2019             | Ask Us Anything Fortune Teller           | (ep. #83) - invitado                                     |
| 2018             | Law of the Jungle in Mexico              | (ep. #314 - 320) - miembro                               |
| 2018             | Life Bar                                 | (ep. #82) - invitado                                     |
| 2015, 2017, 2018 | Happy Together: Season 3                 | (ep. #384, 494, 529) - invitado                          |
| 2017             | King of Mask Singer                      | (ep. #113) - concursó como "Picked My Car 'Camping Car'" |
| 2016             | Cool Kiz on the Block - Tiro con Arco    | (ep. #171-174) - miembro                                 |
| 2003             | Match Made in Heaven (강호동의 천생연분) |                                                          |
| -                | Live Talk Show Taxi                      | (ep. #69) - invitado                                     |
| -                | Star Survival Dongeodongrak              | miembro                                                  |

### Presentador
| Año         | Título     | Notas                                |
| ----------- | ---------- | ------------------------------------ |
| 2003 - 2004 | Music Bank | copresentador - junto a Park Jung-ah |

### Musicales
| Año  | Título   | Personaje | Notas |
| ---- | -------- | --------- | ----- |
| 2008 | 색즉시공 | -         |       |

### Anuncios
| Año  | Título            | Notas |
| ---- | ----------------- | ----- |
| 2003 | 롯데제과 아트라스 |       |

## Discografía
| Año  | Canción                               | Álbum                 | Notas |
| ---- | ------------------------------------- | --------------------- | ----- |
| 2012 | To You Listening To My Song Somewhere | OST de I Need a Fairy |       |

### Sencillo
| Año                 | Título                    | Canciones | Notas                                                                             |
| ------------------- | ------------------------- | --- | --------------------------------------------------------------------------------- |
| 10 de julio de 2008 | «Sunshine On Summer Time» | 1. «Sunshine On Summer Time» 2. «Sunshine On Summer Time» 3. «Sunshine On Summer Time» 4. «Sunshine On Summer Time» | (versión rock) (versión dance) (versión rock) - (Inst.) (versión dance) - (Inst.) |